# IC 4008
IC 4008 — галактика типу *2 (подвійна зірка) у сузір'ї Волосся Вероніки.
Цей об'єкт міститься в оригінальній редакції індексного каталогу.